# Pókaszepetk, Zala
Pókaszepetk  este un sat în districtul Zalaegerszeg, județul Zala, Ungaria, având o populație de 951 de locuitori (2011). 

## Demografie
Componența etnică a satului Pókaszepetk
     Maghiari (94,88%)
     Romi (3,3%)
     Necunoscut (0,53%)
     Alții (1,28%)
Componența confesională a satului Pókaszepetk
     Romano-catolici (72,98%)
     Fără religie (7,57%)
     Luterani (3,58%)
     Reformați (1,89%)
     Necunoscută (13,56%)
     Atei (0,42%)
     Alte religii (0,53%)
Conform recensământului din 2011, satul Pókaszepetk avea 951 de locuitori. Din punct de vedere etnic, majoritatea locuitorilor (94,88%) erau maghiari, cu o minoritate de romi (3,3%). Apartenența etnică nu este cunoscută în cazul a 0,53% din locuitori.  Din punct de vedere confesional, majoritatea locuitorilor (72,98%) erau romano-catolici, existând și minorități de persoane fără religie (7,57%), luterani (3,58%) și reformați (1,89%). Pentru 13,56% din locuitori nu este cunoscută apartenența confesională.